# Butnskala (radijska igra)
Butnskala je kultna slovenska radijska igra, ki sta jo konec 1970-ih in v začetku 1980-ih za Radio Študent posnela Emil Filipčič in Marko Derganc. Sama sta tudi odigrala mnogotere like, ki se v igri pojavljajo.
Po radijski igri je bil naknadno posnet tudi film, igra je bila postavljena na gledališke deske, najprej je bila kot enojna kaseta izdana nova studijsko profesionalno posneta krajša 52-minutna različica (Helidon, 1981), kasneje pa prvotna daljša različica iz prizorišča oddaje "Jockey jaha" Radia Študent iz 1979 kot pet kaset (Audio p.o.o., 1991) in potem še kot trojni CD (Nika Records, 2003) in na zadnje tudi kot strip,
Marca 2016 je bila na odru predstavljena v koprodukciji Mladinskaga in Prešernovega gledališča.

## Igralci
- Emil Filipčič kot Ervin Kralj, Valentinčič, Fanči, Eminenca
- Marko Derganc kot Profesor, Mici, Marjan, Strojinc, Ludvik, Marija